# Gieterveen
Gieterveen is een streekdorp in de gemeente Aa en Hunze in de Nederlandse provincie Drenthe. Anno 2023 wonen er in het dorp en de directe omgeving daarvan 975 inwoners.
Het is gelegen op de noordoever van de Beek, een zijriviertje van het riviertje de Hunze of Oostermoerse Vaart, in de streek Oostermoer. Het dorp ligt aan de N33 en de hoofdweg van het dorp is de Broek.

## Geschiedenis

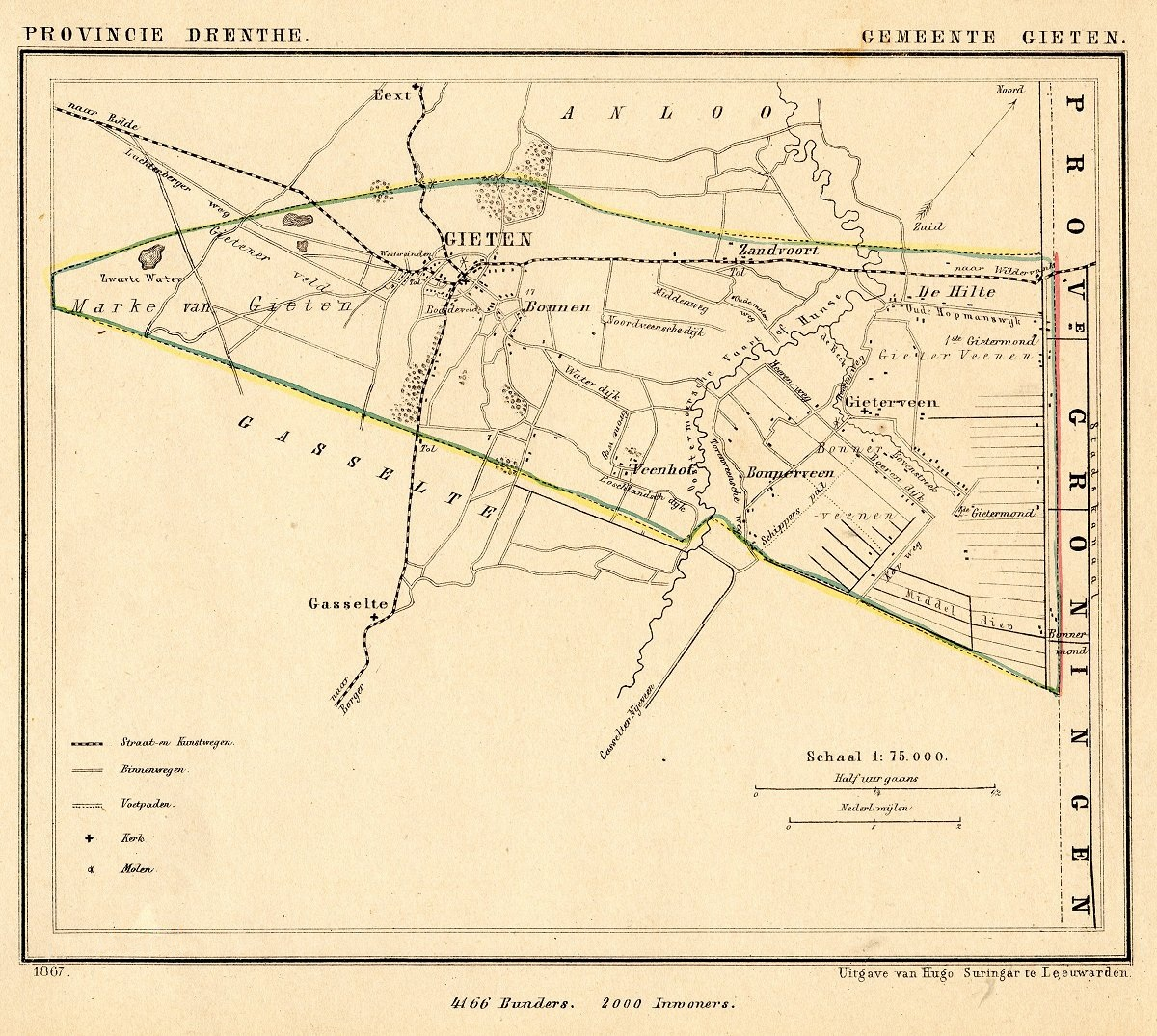
Gieterveen op een kaart van de voormalige gemeente Gieten in 1867.

Het dorp is aan het eind van de Middeleeuwen ontstaan als ontginningsdorp op een oeverwal van de Hunze. Het oorspronkelijke dorp lag ten westen van het huidige. Zoals de naam aangeeft ligt de oorsprong van het dorp in Gieten.
De turfwinning was aanvankelijk kleinschalig. Al in de 15e eeuw worden er eigenaren van buiten de streek genoemd, zodat al vroeg sprake geweest moet zijn van een (gedeeltelijke) scheiding en deling van de gemeenschappelijke gronden. De eerste vervening heeft waarschijnlijk plaatsgevonden nabij De Hilte, waar de Hunze een sterke meander maakte het veen in.
In de 19e eeuw werden er vanuit het Nieuwediep kanalen en wijken gegraven richting Gieterveen waardoor het dorp beter bereikbaar werd en de turfwinning een grootschaliger karakter kreeg. Het dorp verplaatste zich meer naar het oosten. Het dorp groeide in deze periode aanzienlijk, waarbij de meeste nieuwkomers afkomstig waren uit de Groninger Veenkoloniën. Het plaatselijke dialect heeft dan ook meer een veenkoloniaals dan een Drents karakter.
In het begin van de 20e eeuw, toen al het veen was afgegraven, kreeg Gieterveen een sterk agrarisch karakter. De boeren waren voornamelijk afkomstig uit de provincie Groningen. In het begin van de 21e eeuw werkten door de uitstoot van arbeidskrachten weinig inwoners meer in het boerenbedrijf en was Gieterveen een forensenplaats geworden.

## Bouwwerken
De Nederlands Hervormde kerk stamt uit 1840 en is een waterstaatskerk. De tweede kerk in Gieterveen wordt niet meer als kerk gebruikt. Na de restauratie doet het gebouw dienst als locatie voor vergaderingen, workshops en exposities. De korenmolen De Eendracht komt oorspronkelijk uit Nieuw-Buinen en werd in 1877 verplaatst naar Gieterveen. Na een brand kreeg de molen zijn huidige ronde bovenbouw. De molen werd in 2007 grondig gerenoveerd met uitzondering van het dak, waarvoor het budget niet toereikend was. Het dak werd alsnog in 2012 gerenoveerd.

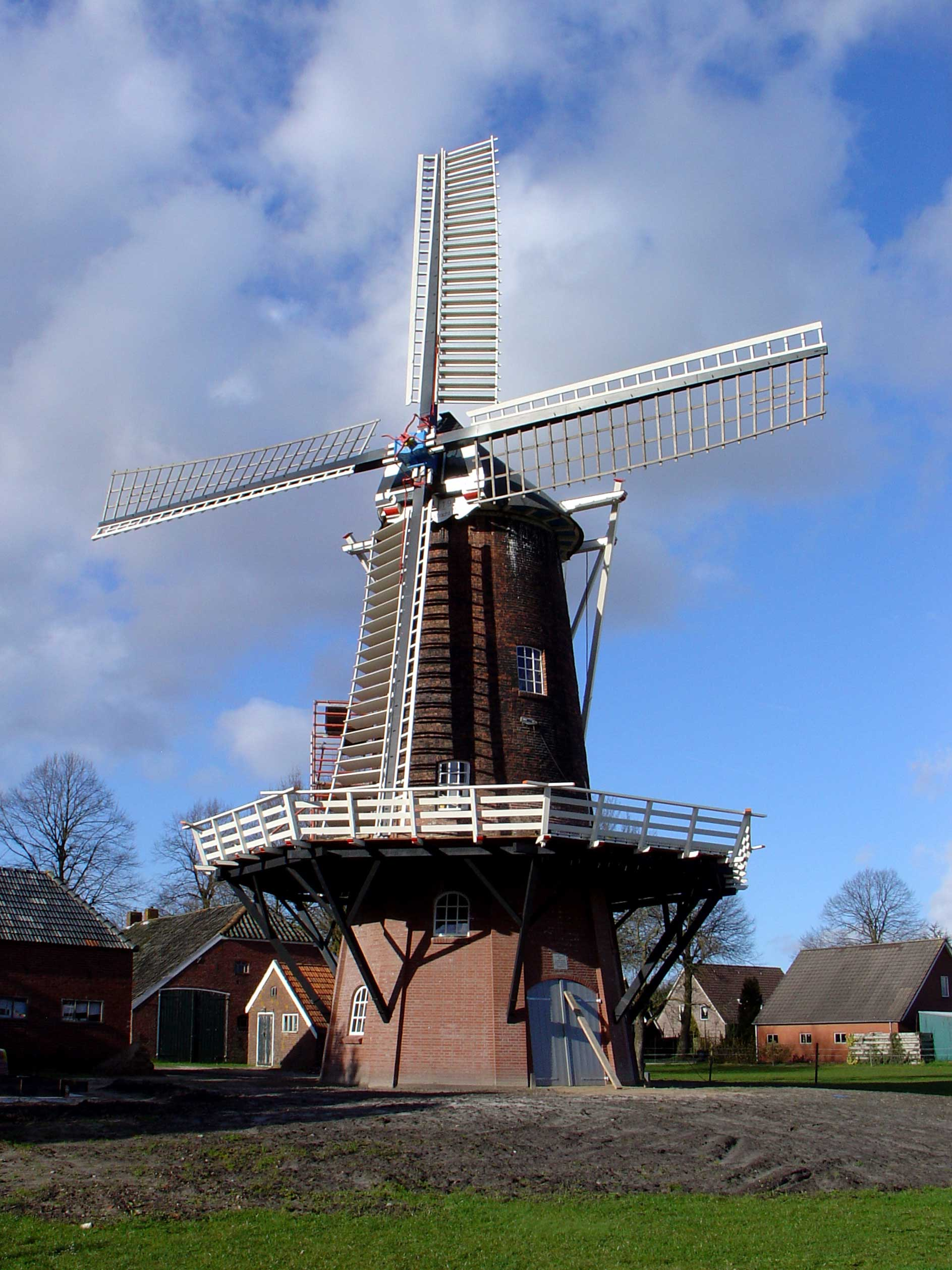
Korenmolen De Eendracht
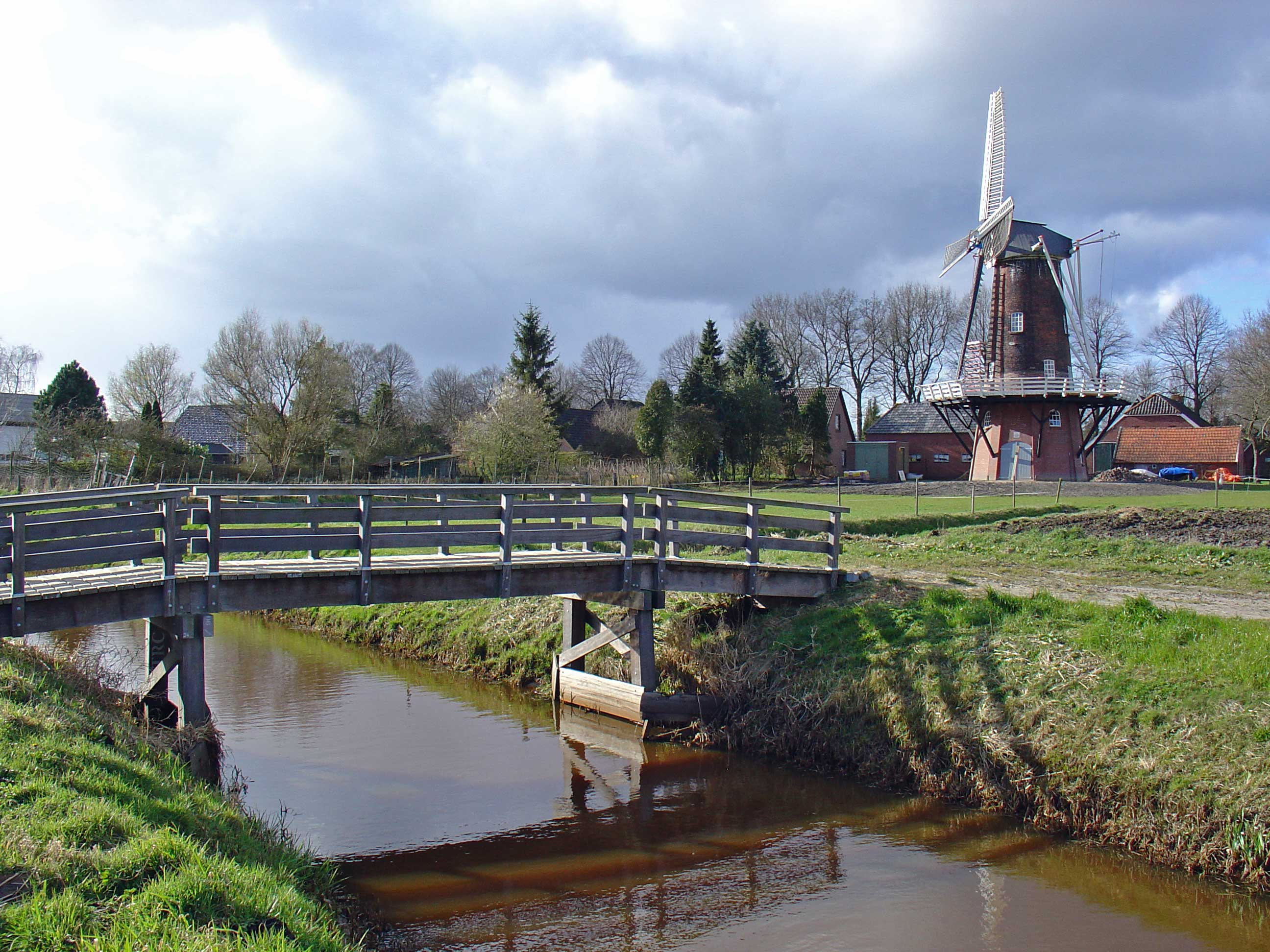
De Beek bij Gieterveen met de molen de Eendracht

## Sport
De plaatselijke voetbalclub is Vv Gieterveen.